# Pont en biais sur l'Ic
Le pont en biais sur l'Ic a été construit par Louis Harel de la Noë pour les chemins de fer des Côtes-du-Nord. Situé sur la commune de Binic, il fut utilisé par la ligne Saint-Brieuc - Plouha pour franchir l'Ic.
Caractéristiques :
- Longueur : 25 m
- Hauteur : 5,80 m
- 8 travées

Ce pont a été construit en 1906.